# Leyes de educación superior de Argentina
Las Leyes de educación superior de Argentina regulan la educación universitaria y terciaria en el país. La primera ley de este tipo fue la Ley Avellaneda de 1885. En la actualidad el ordenamiento vigente es la Ley de Educación Superior.

## Ley Avellaneda
La Ley Avellaneda fue promulgada a mediados de 1885 (N.º 1597/85). En sus cuatro artículos estipuló la base del sistema universitario:
- Una Asamblea Universitaria compuesta por miembros de todas las facultades
- Un Rector elegido por la Asamblea y que actúa como representante de la universidad y ejecutor de las decisiones de la Asamblea
- Los Estatutos dictados por los Consejos Superiores con arreglo a las bases anteriores serán sometidos a la aprobación del Poder Ejecutivo.
- La designación de los profesores se hará por el Poder Ejecutivo, a propuesta de las Facultades respectivas.
- Las universidades son costeadas con los aranceles pagados por los alumnos

## Reforma universitaria
A principios del siglo XX se produjo un movimiento estudiantil conocido como la Reforma Universitaria,  que impulsó una serie de reformas en el sistema universitario como la autonomía universitaria, el cogobierno, la extensión universitaria, la periodicidad de las cátedras, y los concursos de oposición. Sin embargo, tardarían en producirse cambios en la legislación.

## Leyes 13.031 y 14.297 del peronismo
El Primer Plan Quinquenal de Perón introdujo una concepción política distinta en relación con las universidades nacionales, plasmada en la ley 13.031 de 1947. En esta ley se relativiza la relación entre autonomía y autarquía, y democracia, al tiempo que se recalca que la universidad tiene una función social. Los rectores pasan a ser elegidos por el Poder Ejecutivo (en lugar de la Asamblea Universitaria) y ellos son a su vez quienes eligen a los decanos.
En 1949 se promulga el Decreto 29.337 que dispuso la suspensión de pago de los aranceles universitarios, lo que implicó en la práctica la gratuidad de la universidad pública.
Dictado el Segundo Plan Quinquenal y la Constitución de 1949, el PEN presentó al Congreso de la Nación un nuevo proyecto, que en realidad consistía en una serie de modificaciones a la ley 13.031, que restringían aún más los principios reformistas y avanzaban en la imposición de la doctrina peronista en los planes de estudio. Fue aprobado como ley 14.297, en 1954.

## Decreto-ley 6403 de la Revolución Libertadora
La ley de 1954 fue derogada por el gobierno de facto de la Revolución Libertadora, mediante el decreto-ley 6403 de 1955. Dicha norma restableció el espíritu de la Ley Avellaneda, sumando las banderas reformistas y, en su artículo 28, la posibilidad de que las universidades privadas, en su mayoría católicas, otorgaran títulos habilitantes. A partir de ese momento comenzó un paulatino crecimiento de la acción político educativa de las universidades privadas.

## Ley 14.557 de Frondizi
El gobierno de Arturo Frondizi sancionó en 1958 la  ley 14.557 que intensificó el crecimiento de las universidad privadas. Ese hecho provocó una de las movilizaciones más importantes del estudiantado argentino, dividido entre quienes apoyaban la educación pública y laica y quienes propugnaban la reglamentación del artículo 28, bajo la consigna de “libertad de enseñanza”.
El mandato de Frondizi terminaría abruptamente con un golpe de Estado en 1962, iniciando un nuevo período de inestabilidad política que llevaría a la dictadura de 1966-1973. Este gobierno de facto tuvo un impacto negativo en las universidades al intervenirlas, provocó miles de renuncias y expulsó estudiantes y docentes.

## Ley Taiana durante el Tercer Peronismo
En 1973, en el gobierno de Héctor J. Cámpora se abrieron todas las puertas en un movimiento inverso: la sociedad entraba a los recintos y asumía responsabilidades políticas y políticas educativas inéditas. Hubo importantes reformas pedagógicas y, previa consulta a la comunidad universitaria y a diversos sectores, se alcanzó a aprobar la ley universitaria No. 20.654/74 (Ley Taiana), que sustituyó al decreto ley 17.245/67 y remitía en sus fundamentos a la 13.031/47. La nueva norma, a diferencia de las leyes peronistas de 1947 y 1954, reconocía la autonomía y el cogobierno en las universidades pero mantenía la idea de vincularlas como parte de un proyecto nacional de desarrollo.  
La oposición al gobierno peronista atacó duramente la nueva ley y, en septiembre de 1974, el gobierno del mismo signo, ahora bajo el mando de María Estela Martínez de Perón, intervino las universidades. La dictadura militar de 1976-1983 mantuvo las universidades intervenidas y duramente reprimidas, durante casi siete años.  

## Alfonsín y el retorno de la democracia
El gobierno de Raúl Alfonsín no dictó una ley universitaria integral, sino medidas parciales, como el decreto ley 154/83, la ley 23.068 que restablecía los estatutos universitarios vigentes hasta 1966 y un régimen de financiamiento mediante la ley 23.569/88. La mayoría de la dirigencia radical quería regresar a la Ley Avellaneda, el peronismo a la Ley Taiana y la derecha procesista pugnaba por permanecer dentro de las universidades.
Con la recuperación de la vida constitucional se reinstaló la autonomía, pero pronto el avance del mercado sobre el terreno educativo puso en tensión aquel concepto. La discusión ya no se centró en la relación política entre la universidad y el gobierno, sino entre aquella y el mercado.

## Ley de Educación Superior de Menem
El gobierno de Carlos Saúl Menem vinculó a las universidades con el programa de reducción del Estado. En 1995 se aprobó la ley 24.521, que estableció un sistema de educación superior en el orden nacional, sostuvo los principios reformistas y la gratuidad a la vez que abrió las puertas a la mercantilización y comercialización de la educación superior, incluso a formas opacas de arancelamiento. Pese a que los gremios docentes se opusieron a la política del gobierno, los universitarios se vieron sumidos en el mundo de las evaluaciones ligadas a incentivos salariales y en la competencia con los colegas por magros subsidios o becas. 

## Educación superior durante el kirchnerismo
Durante la presidencia de Néstor Kirchner se aprobó la creación de quince universidades públicas nuevas y un instituto universitario. Se presentó un proyecto de Ley de Educación Superior que no fue aprobado por el congreso. El proyecto profundizaba la vinculación entre autonomía y responsabilidad social, así como el carácter de las universidades de consultoras del Estado y articula un sistema nacional de educación superior con el conjunto de las instituciones del nivel (universidades, subsedes, institutos universitarios y de educación superior, colegios universitarios, centros de investigación); sostiene el cogobierno y la libertad de cátedra, avanza en un sistema de créditos y de vinculación entre carreras.
En el año 2014, en vistas de las dificultades para el tratamiento de una nueva ley, se presentó un proyecto modificatorio de los aspectos más acuciantes de la vigente 24.521, que fue aprobado por la ley 27.204/2015. La ley instituyó a la educación superior como “bien público y derecho personal y social”; la responsabilidad indelegable del Estado de proveer su financiamiento y supervisión y fiscalización a universidades nacionales y privadas; la igualdad de oportunidades y condiciones de acceso, permanencia, graduación y egreso, la promoción de políticas de inclusión que reconozcan las identidades de género, multi y pluriculturales; la gratuidad prohibiendo gravámenes, tasas, etc.; la prohibición de acuerdos o convenios que impliquen ofertar servicios lucrativos o alienten la mercantilización con organismos nacionales, internacionales públicos o privados. Afirma el ingreso irrestricto, complementado con procesos de nivelación y orientación de carácter no excluyente ni selectivo y establece mecanismos de auditoría que garanticen la transparencia en la generación y uso de los bienes y recursos.

## Posible nueva ley educativa de 2024
Durante el gobierno de Javier Milei, se inaugurará la Universidad Nacional de Río Tercero, en la provincia de Córdoba.
Se espera que la administración libertaria ingrese al Congreso nacional una reforma educativa en la cual se promoverá:
- el arancelamiento de las universidades públicas para estudiantes extranjeros;
- la obligatoriedad de  un examen o un curso de nivelación para los argentinos y los extranjeros residentes para poder ingresar a la universidad pública.